# Piotr Czerkawski
Piotr Czerkawski (AFI: [ˈpjɔtr t͡ʂɛrˈkafskʲi]; Breslavia, 28 settembre 1989) è un critico cinematografico e giornalista polacco, uno dei curatori del programma di Kino Nowe Horyzonty (Cinema Nuovi Orizzonti) e curatore della sezione Shortlist del Festival Cinematografico Internazionale Nuovi Orizzonti.

## Biografia
Piotr Czerkawski ha studiato polonistica all'interno degli Studi interdisciplinari nelle Scienze umane presso l'Università di Breslavia. Ha difeso la sua tesi di laurea magistrale sul ruolo dell'alcol nel cinema polacco.
Ha collaborato con molte riviste in Polonia, tra cui "Kino", "Film", "Dziennik Gazeta Prawna", "Krytyka Polityczna" e "Odra". Collabora regolarmente anche con il sito Filmweb.pl. I suoi saggi erano pubblicati nella rivista accademica della sua alma mater, Studia Filmoznawcze.
Da ottobre a dicembre 2015 è stato co-conduttore del programma televisivo settimanale "Weekendowy Magazyn Filmowy" su TVP1. Dal 2016 è membro dell'Accademia europea del cinema. È anche membro dell'Associazione dei Cineasti Polacchi (Stowarzyszenie Filmowców Polskich) e della Federazione Internazionale dei Critici Cinematografici (FIPRESCI).
Nel 2019 la casa editrice Czarne ha pubblicato il suo libro Drżące kadry. Rozmowy o życiu filmowym w PRL-u (Fotogrammi tremanti. Discussioni sulla vita cinematografica nella Repubblica Popolare Polacca). Il libro contiene interviste con famosi registi polacchi attivi durante il periodo comunista come Agnieszka Holland, Krzysztof Zanussi e Jerzy Hoffman.

## Premi
Nel 2017 si è classificato al terzo posto nel Concorso per il Premio Krzysztof Mętrak per giovani critici cinematografici. Nello stesso anno ha ricevuto il Premio dell'Istituto Cinematografico Polacco (PISF) nella categoria "Critica cinematografica".